# Chris Stein
Christopher Stein (Brooklyn (New York), 5 januari 1950) is een Amerikaanse muzikant die bekend staat als mede-oprichter en gitarist van de newwaveband Blondie. Hij produceerde deels de soundtrack van de hiphopfilm Wild Style, componeerde de soundtrack van de film Union City, en is fotograaf.
- Bibsys: 58259
- Biblioteca Nacional de España: XX891402
- Bibliothèque nationale de France: cb14777378t (data)
- Gemeinsame Normdatei: 13452943X
- International Standard Name Identifier: 0000 0000 7828 1640
- Library of Congress Control Number: n82153285
- MusicBrainz: 7e6ac2a1-a462-4b63-b536-cff0c0ae4cc7
- Nationale Bibliotheek van Tsjechië: xx0085063
- Nationale bibliotheek van Australië: 36549919
- Nationale Bibliotheek van Polen: a0000002663518
- Nationale en Universitaire bibliotheek Zagreb: 000413989
- Nederlandse Thesaurus van Auteursnamen: 072971312
- Système universitaire de documentation: 087801612
- Trove: 1286783
- Virtual International Authority File: 66729621
- WorldCat: E39PBJmpcq8GhfjDhPdrHddqQq